# Vahlbruch
Vahlbruch er en kommune i den nordvestlige del af Landkreis Holzminden i den tyske delstat Niedersachsen, med 417 indbyggere (2012), og en del af amtet Bodenwerder-Polle.

## Geografi
Vahlbruch ligger på Ottensteiner Hochfläche i Weserbergland.

### Nabokommuner
Vahlbruch er den vestligste kommune i Landkreis Holzminden, så mod vest er kommunegrænsen samtidig grænse til delstaten Nordrhein-Westfalen, og der til byen Lügde (Kreis Lippe). Videre (med uret) grænser den tiol byen Bad Pyrmont (Landkreis Hameln-Pyrmont) og Ottenstein, Brevörde og Polle (alle Samtgemeinde Bodenwerder-Polle, Landkreis Holzminden).

### Inddeling
Til kommunen hører ud over hovedbyen Vahlbruch den mod sydøst liggende landsby Meiborssen.